# Dealu Obejdeanului
Dealu Obejdeanului – wieś w Rumunii, w okręgu Ardżesz, w gminie Morărești. W 2011 roku liczyła 129 mieszkańców.